# Jump to the Beat
A Jump to the Beat című dal az ausztrál énekesnő Dannii Minogue 1991. július 15-én megjelent kislemeze, amely egy feldolgozás.  A dal eredeti változatát Stacy Lattisaw énekelte 1980-ban. A Minogue féle változatot Les Adams, Emma Freilich (L.A.Mix) és Any Whitmore készítette, mely vegyes fogadtatásban részesült a zenekritikusok részéről. A dal 1991 harmadik negyedévében jelent meg, debütáló albumának, a "Love and Kisses"-nek a 3. kimásolt kislemezeként, és bejutott az első öt helyezett közé Írországban, és Top 10-es volt az Egyesült Királyságban. Így ez Minogue második Top 10-es kislemeze lett. Ausztráliában a dal nem volt annyira nepszerű, így csupán a Top 40-en kívüli helyezést sikerült elérnie. Észak-Amerikában a kislemez Minogue debütáló kiadványaként jelent meg 1991 novemberében, azonban nem keltett nagy érdeklődést az országban.

## Kritikák
Matthew Hocter az Albumism munkatársa megjegyezte: "A dal a New Jack Swing hangzásra összpontosít, néhány "heavy on house" zenével kiegészítve. Ugyanez jellemző a "Baby Love" című feldolgozására is. A fiatalabb Minogue bebizonyította, hogy nagyon lelkesen áll hozzá a zenéhez". John Lucas az AllMusictól "meglehetősen csapnivaló feldolgozásnak" nevezte a dalt. Larry Flick a Billboard munkatársa így nyilatkozott: "Kylie húga egy hiperpop/house jam mellett hajlík meg, amit egy vidám együtt éneklő kórus és egy olyan groove fűt, amely a klub és rádióbarátokat célozza meg. Einstein rapszövege vegyes, míg Minogue csengő hangja szeretnivaló. Marc Andrews a Smash Hits-től azt írta, hogy a dal egyike az album legjobbjai között. Azt is hozzátette továbbá, hogy egy "táncos fantasztikus kislemez".

## Videoklip
A dal népszerűsítésére videoklip is készült. Melyet Paul Goldman ausztrál filmrendező, forgatókönyvíró és operatőr rendezett.

### Formátumok és számlista
| - Japán kislemez 1. "Jump to the Beat" (7" mix) 2. "Jump to the Beat" (Album version) - UK 12"-es bakelit 1. "Jump to the Beat" (Extended mix) 2. "Hallucination" 3. "Success" (Funky Tony mix) - UK kazetta Single 1. "Jump to the Beat" 2. "Jump to the Beat" (LP Edit) - Európai CD single 1. "Jump to the Beat" 2. "Hallucination" 3. "Success" (funky tony dub) - Ausztrál kazetta single (C10482) 1. "Jump to the Beat" 2. "Jump to the Beat" (LP Edit) | - Ausztrál CD single (D10482) 1. "Jump to the Beat" (Album version) 2. "Jump to the Beat" (Extended mix) 3. "Hallucination" - Ausztrál 12" bakelit single (X14076) 1. "Jump to the Beat" (Extended mix) 2. "Hallucination" 3. "Success" (Funky Tony mix) - US bakelit single 1. "Jump to the Beat" (12" mix) 2. "Hallucination" 3. "Jump to the Beat" (7" mix) - US CD single 1. "Jump to the Beat" (7" Version) 2. "Jump to the Beat" (7" Remix) 3. "Jump to the Beat" (12" Version) 4. "Hallucination" |

Megjegyzés: A "Jump to the Beat" egyike annak a két, Minogue által kiadott kislemeznek, amely nem kapott CD formátumú kiadást az Egyesült Királyságban.

### Hivatalos változatok
- Jump to the Beat (Album Version) (4:04)
- Jump to the Beat (7" mix) (3:36)
- Jump to the Beat (12"/Extended mix) (6:30)
- Jump to the Beat (7" Remix) (4:02)
- Jump to the Beat (12" Remix) (6:40)
- Jump to the Beat (L.A. Master Remix) (4:35)
- Jump to the Beat (unnamed edit version with rap removed found on CD2 on Love's on Every Corner)

## Slágerlista
| Slágerlista (1991)                    | Legjobb helyezések |
| ------------------------------------- | ------------------ |
| Australia (ARIA)                      | 48                 |
| Belgium (Ultratop Flanders)           | 44                 |
| Europe (Eurochart Hot 100)            | 19                 |
| Ireland (IRMA)                        | 5                  |
| Luxembourg (Radio Luxembourg)         | 5                  |
| Egyesült Királyság (UK Singles Chart) | 8                  |
| UK Dance (Music Week)                 | 29                 |